# Notoxus scotti
Notoxus scotti là một loài bọ cánh cứng trong họ Anthicidae. Loài này được Pic miêu tả khoa học năm 1951.